# Фокстроти
Фокстроти: Жадан/Гуржи — поп-апґрейд української поезії. Це експериментальний side-project Літературної Лабораторії в межах проєкту про український футуризм ФУТУРОМАРЕННЯ. Кураторка — Оксана Щур. випущений в 2021 році та доступний на YouTube. 
ФОКСТРОТИ складаються із 10 треків та анімації, які є у вільному доступі на Youtube-каналі Мистецького арсеналу. Тут використано тексти та фонограми записів Миколи Бажана, Михайля Семенка, Гео Шкурупія, Павла Тичини, Олекси Влизька, Філіппо Томмазо Марінетті, Володимира Сосюри, Раїси Троянкер, Наталі Ужвій, Леоніда Первомайського, Сергія Жадана та інших.
Назва альбому відсилає нас до однойменного вірша поета-футуриста Миколи Бажана:
|  | Цей крок лисиць, Меткий фокстрот, Цей такт, Цей тракт хитких істот, Цей акт одвертий, акт прилюдний, Цей неймовірний акт. |

Сергій Жадан, учасник проєкту:
|  | Ми іноді дивовижно не помічаємо, наскільки поезія, яку прийнято називати класичною, хрестоматійною, насправді є сучасною й живою. У нас були великі поети, вони писали пластичні й музичні тексти, які хочеться співати й декламувати. Чим ми, власне, й займаємось. |

Юрій Гуржи, учасник проєкту:
|  | Як би мала звучати українська популярна музика, якби до створення її долучилися поети, що жили 100 років тому? Чи надихнули б Тичину сучасні дискотечні груви? Що було б, якби Серж Генсбур народився не в Парижі, а в Харкові, де колись жив його батько, і якби він записував еротик-поп на вірші Раїси Троянкер? А як би звучав реггей Лі Скретч Перрі на текст Володимира Сосюри? Наші «Фокстроти» — спроба відповісти на всі ці питання. |

У композиціях альбому «Фокстроти» використано, зокрема, записи голосів українських поетів, які також можна почути в програмі «Поезія на Радіо Культура» – партнера проєкту. А також звуки друкарських машинок та інших предметів, що належали мешканцям Будинку «Слово», із фондів Харківського літературного музею. Дякуємо Радіо Культура та Харківській літературній резиденції «Слово» за співпрацю під час роботи над проектом.

## Список композицій
| #   | Назва                        | Тривалість |
| --- | ---------------------------- | ---------- |
| 1.  | «Бажан. Інтро»               | 4:01       |
| 2.  | «Бажан. Діснейленд»          | 3:48       |
| 3.  | «Тичина. Кларнети»           | 4:02       |
| 4.  | «Влизько. Вогню»             | 3:50       |
| 5.  | «Гаряїв. Данс макабр»        | 3:45       |
| 6.  | «Шкурупій. Барабани»         | 4:26       |
| 7.  | «Семенко. Хелло»             | 4:22       |
| 8.  | «Сосюра. Даб шансон»         | 4:05       |
| 9.  | «Троянкер. Тайгер ліліес»    | 4:05       |
| 10. | «Жадан. Мертві поети»        | 4:11       |
| 11. | «P.S. Бажан. Невер (еґейн!)» | 2:44       |

## Учасники проєкту
- Сергій Жадан — сценарій, вокал;
- Юрій Гуржи — сценарій, музика, клавішні, гітари, баси, програмування барабанів, вокал, аранжування, запис;
- Євген Манко (La Horsa Bianca) — тенор- та сопрано-саксофон;
- Марічка Літинська — вокал;
- Діана Марцинковська — вокал;
- Любов Якимчук — вокал;
- Дитячий хор ім. М. Семенка (керівниця — Галина Печеніжська):
- Поліна Печеніжська;
- Софія Пидько;
- Ангеліна Стадник;
- Марія Фоміна;
- Елізавета Кисельова.
- «Terra Studio» — запис вокалу;
- «Шпиталь Рекордз» — зведення, мастерінг.
- Гриця Ерде — колажі,
- Євгеній Арлов — анімація.